# لين تشاو
لين تشاو (بالصينية: 林昭) هي كاتِبة وشاعرة صينية، ولدت في 16 ديسمبر 1931 في سوجو في الصين، وتوفيت في 29 أبريل 1968 في شانغهاي في الصين بسبب إعدام رميا بالرصاص.